# هراکلوناس
هراکلوناس با نام کامل کنستانتینوس هراکلیوس (به لاتین: Constantinus Heraclius، یونانی، آوانگاری: Κωνσταντῖνος Ἡράκλειος) (زادهٔ ۶۱۵ یا ۶۲۶ – درگذشتهٔ ۶۴۱) امپراتور بیزانس برای مدت کوتاهی از فوریه تا سپتامبر ۶۴۱ بود. پدرش در وصیت نامه خود شرط کرده بود که هر دو پسرش، هراکلوناس و کنستانتین سوم، باید در آغاز مرگ وی به طور مشترک حکمرانی کنند. هراکلیوس همچنین تصریح کرد که همسرش، مارتینا، همچنان مورد احترام واقع شود و تا آنجا که ممکن است در دربار نیز نفوذ بیکران و قدرت عظیمی داشته باشد، و به عنوان "مادر و امپراتریس" نامیده شود. امپراتور هراکلیوس در فوریه ۶۴۱ بر اثر خیز درگذشت. هنگامی که مارتینا وصیت امپراتور فقید را علنی کرد، با مقاومت شدیدی نسبت به ایفای هرگونه نقش فعال و روزمره به طور کامل در دولت روبرو شد، اما هر دو هراکلوناس و کنستانتین در فوریه ۶۴۱ بدون هیچ حادثه ای به عنوان امپراتور مشترک اعلام شدند. اما مارتینا بخاطر کوچک بودن پسرش هراکلوناس به نام او حکمرانی می کرد و درگیر یک جنگ قدرت با پسرخوانده خود كنستانتین در دربار شد، که موجب شکل گیری حزب هایی در اطراف هر کدام شد، اما پس از آنكه كنستانتین در آوریل / مه ۶۴۱ به علت بیماری سل درگذشت، هراكلوناس به دلیل سن كم، تماماً تحت سایه اقتدار مادرش، تنها امپراتور شد. او از آوریل / مه - سپتامبر / اکتبر ۶۴۱ زیر دستورات مادرش مارتینا سلطنت کرد، اما خیلی زود توسط والنتینوس، ژنرال و غاصب عصاره ارمنی، که کنستانس دوم، پسر کنستانتین سوم را نصب کرد، سرنگون شد. بعد از سرنگونی، زبان امپراتریس مارتینا را شکافتن و بینی هراکلوناس را به دستور والنتینوس بریدند، سپس آنها را به رودس تبعید کردند، جایی که گمان می رود در همان سال درگذشتند. در حقیقت شروع این شورش وخیم و فراگیر خونین بخاطر این بود که او و مادرش مارتینا را به اشتباه عامل مرگ برادر ناتنیش کنستانتین سوم می‌دانستند.

## زندگینامه
هراکلوناس پسر هراکلیوس، امپراتور بیزانس از خواهرزاده اش که دومین همسرش بود مارتینا بود. نفوذ مارتینا در سال‌های پایانی حکومت هراکلیوس بسیار زیاد شد و سبب شد تا عنوان «آگوستوس» در چهارم ژوئیهٔ ۶۳۸ به پسرش هراکلوناس اعطا شود و او پس از مرگ پدرش درفوریهٔ ۶۴۱ به امپراتوری مشترک با برادر ناتنیش کنستانتین سوم رسید، و طبق وصیت نامه امپراتور هراکلیوس، مارتینا تا آن جا که ممکن بود و قدرت امپراتوری در دست امپراتوران بود  در امپراتوری نفوذ می کرد و به عنوان "مادر و امپراتریس" شناخته می شد، این وصیت نامه سبب شد تا مارتینا قدرت واقعی را در دست بگیرد و بجای دو امپراتور حکمرانی کند، اما این کار بشدت مورد مخالفت سنا، ارتش و مردم روبرو شد که نمی خواستند مارتینا آزادانه در همه امور به دلخواه خود اعمال نفوذ رسمی و کاملی کند. در همین بحران و جنگ قدرت بین مارتینا و جناح های سیاسی، خیلی زود در همان سال کنستانتین سوم ناگهان در مه ۶۴۱ درگذشت و هراکلوناس تنها امپراتور بیزانس تحت نایب السلطنگی مارتینا شد.
هرچند کنستانتین احتمالاً بر اثر بیماری سل درگذشت اما مرگ نابهنگام او باعث بروز شایعاتی مبنی بر مسموم شدن او به‌فرمان مارتینا و هراکلوناس گردید. در نتیجهٔ این شایعات شورشی به رهبری ژنرال والنتینوس به‌وقوع پیوست و او هراکلوناس را وادار کرد تا خواهرزادهٔ جوانش کنستانس دوم (پسر کنستانتین سوم) را به فرمانروایی مشترک با خود برگزیند. مارتینا به‌منظور حفظ تعادل با تاجگذاری پسر کوچکش سزار داوید (تیبریوس) او را به مقام امپراتوری رساند. اما این کار او باعث رنجش حامیان کنستانس دوم گردید و والنتیانوس اینگونه شایع کرد که هراکلوناس و مادرش می‌خواهند کنستانس و طرفدارانش را حذف نمایند.
این موضوع به شورشی مجدد انجامید که با پیروزی شورشیان همراه بود. آنها زبان مارتینا و بینی هراکلوناس را بریده و آنها را به رودس تبعید نمودند. هیچ اطلاعی از هراکلوناس پس از این اتفاق در دست نیست و گمان می‌رود در همان سال ۶۴۱ درگذشته باشد. پس از او امپراتوری روم شرقی به کنستانس دوم رسید.